# تاریخ آفریقای جنوبی

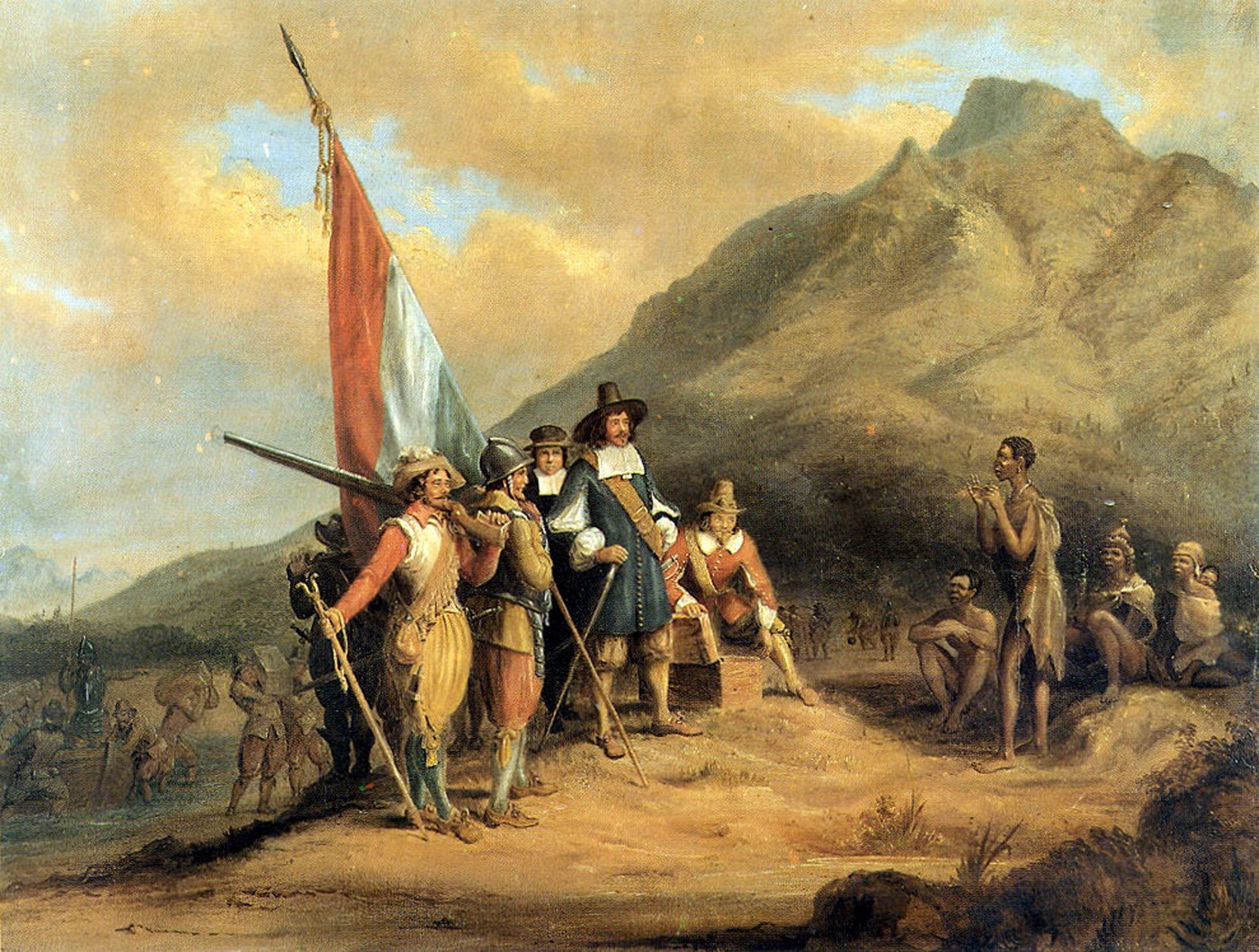
نقاشی اغراق شده از شرح رسیدن ژان وان ریسبک

آفریقای جنوبی دارای تعدادی از قدیمی‌ترین آثار باستانی قارهٔ آفریقا است. فسیل های بسیاری در غارهای استرک‌فونتاین، کرومدرای و ماکاپانگات وجود دارند که نشان می‌دهند که آسترالوپتیکاین از سه میلیون سال پیش در آنجا حضور داشته‌اند همچنین نمونه‌های گوناگونی از انسان که شامل همو هابیلیس همو ارکتوس و انسان مدرن یعنی همو ساپینس می‌شود در آن جا یافت شده‌است. انسان‌های متکلم به زبان بانتو، چوپانان و کشاورزان در عصر آهن جنوب دریای لیمپوپو را در قرن ۴ یا ۵ دوره گسترش بانتو با جابجا کردن خمیتهای اصیل و متکلمین سان به آفریقای جنوبی مدرن امروزی تبدیل کردند. آن‌ها به آرامی به سمت جنوب حرکت کردند و انسان‌های اولیه عصر آهن در استان کوازولوناتال بودند که جنوبی‌ترین گروه، مردم شوسا بودند که زبانشان دارای ویژگی‌هایی از زبان ابتدایی خویی و سانی بود و سرزمینشان به کیپ شرقی واقع در استان کیپ شرقی امروزی می‌رسید. این جوامع عصر آهن به هنگام مهاجرت جایگزین قبایل شکارچی شدند.
تاریخ مکتوب آفریقای جنوبی با شرح دریانوردان اروپایی که از راه‌های بازرگانی هند شرقی می‌گذشتند شروع می‌شود. اولین دریانورد اروپایی که موفق شد از این آبراه گذر کند، کاشف پرتقالی بارتلومیو دیاس در سال ۱۴۸۸ بود. او هنگام بازگشت به لیسبون مکانی را که کشف کرده بود Cabo das Tormentas دماغهٔ توفان‌ها نامید، اما هنری دریانورد، که حامی مالی دیاس بود، نام آن را به دماغهٔ امید نیک Cabo da Boa Esperança، که اشاره‌ای به راهی برای رسیدن به سرزمین هند بود، تغییر داد.
تعدادی سانحهٔ دریایی در ساحل آفریقای جنوبی رخ داد علاوه بر نوشته‌های دریانوردان ابتدایی، شرح‌های نجات یافتگان سوانح دریایی اولین شرح‌های کتبی تاریخ این کشور هستند. دو قرن بعد از سال ۱۴۸۸ به بعد تعدادی از گروه‌های ماهیگیری که شامل ملاحان پرتغالی می‌شدند، در ساحل ساکن شدند ولی شرح کتبی از آن‌ها باقی نمانده‌است. در سال ۱۶۵۳، جان ون ریسبک به نمایندگی کمپانی هند شرقی هلند محلی برای تهیه خواربار در دماغهٔ امید نیک تأسیس کرد. در سده‌های ۱۷ و ۱۸ این جمعیت هلندی به آرامی بیشتر شد و سرانجام ساکنین هلندی مردم شوسا واقع در منطقهٔ رودخانهٔ ماهی را دیدند و پس از آن جنگ‌هایی به نام جنگهای مرزی کیپ به دلیل تصاحب زمین و دام شکل گرفت.
برای رفع کمبود نیروی کار کیپ از اندونزی، ماداگاسکار و هند بردگانی آورده شدند. علاوه بر این، رهبران دردسرسازی که اغلب از اشراف بودند از مستعمره‌های هلند به آفریقا تبعید شدند. این گروه از بردگان سرانجام جمعیتی را تشکیل دادند که اکنون به عنوان مالایی‌های کیپ شناخته می‌شوند. آن‌ها از سوی استعمارگران اروپایی اغلب دارای مقام اجتماعی بهتری محسوب شده‌اند و همچنین صاحب زمین نیز شدند و با توسعهٔ آپارتاید زمین‌های خود را از دست دادند. مساجد کیپ مالاین‌ها در محدوده ۶ بخشیده شدند و اکنون یادگار خرابی‌هایی هستند که در اطراف آن‌ها اتفاق افتاد.
بسیاری از نوادگان این برده‌ها که اغلب با ساکنین هلندی ازدواج کردند بعدها با بازماندگان خوی‌خوی به عنوان رنگین پوستان کیپ در یک رده قرار گرفتند. با ادغام بیشتر در بین جمعیت رنگین پوستان کیپ و مردم شوسا و دیگر مردم آفریقای جنوبی حال آن‌ها حدود ۵۰ درصد از کیپ غربی را دربرگرفته‌اند.
پادشاهی بریتانیای کبیر گیپ گودهپ را برای بستن راه بر روی هند و استرالیا در سال ۱۷۹۷ فتح نمود. کمپانی هند شرقی هلند ورشکسته شد و بریتانیا مستعمره کیپ را در سال ۱۸۰۵ به خود اضافه کرد. بریتانیا جنگ‌های مرزی علیه شوسا را ادامه داد و مرز شرقی را از طریق قلعه‌هایی که در طول رودخانه ماهی ساخته بود و استحکام بخشیدن آن از طریق حمایت از اسکان بریتانیایی‌ها بیشتر به سمت شرق کشانید. به دلیل فشار جوامعی که خواستار لغو برده‌داری بودند مجلس بریتانیا تجارت جهانی برده خود را در سال ۱۸۰۶ و سپس بردهداری را در تمامی مستعمره‌های خود در سال ۱۸۳۳ لغو کرد.
کشف الماس در سال ۱۸۶۷ و طلا در سال ۱۸۸۶ مشوق رشد اقتصادی و مهاجرت و منجر به تضعیف وضعیت اهالی آن کشور شد. بوئرها با موفقیت در مقابل دست‌درازی‌های بریتانیا در طول جنگ اول بوئر مقاومت کردند (۱۸۸۰ تا ۱۸۸۱) و از تاکتیک‌هایی استفاده کردند که مناسب با شرایط محلی بود. مثلاً بوئرها لباس‌های خاکی می‌پوشیدند که همرنگ با زمین بود در حالی‌که بریتانیایی‌ها یونیفرم‌های رنگ قرمز روشن می‌پوشیدند که آن‌ها را هدف‌های آسانی برای تیراندازان ماهر بوئری می‌ساخت. بریتانیا با تعداد نفرات بیشتر و بدون لباس‌های قرمز دوباره به جنگ برگشتند و در جنگ دوم بوئر (۱۸۹۹ تا ۱۹۰۲) شرکت کردند. تلاش بوئرها برای اتحاد با آلمانی‌های آفریقای جنوب غربی بهانه‌ای دیگر دست بریتانیایی‌ها داد تا کنترل جمهوری بوئر را به دست گیرند.
اردوگاه‌های کار اجباری بریتانیا.

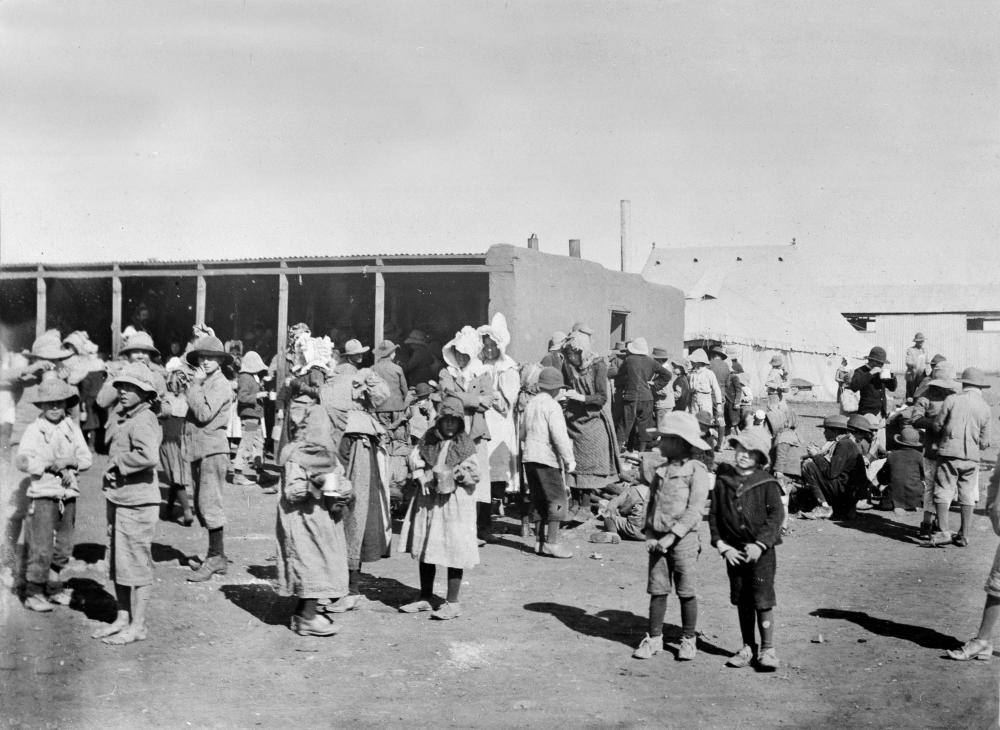
زنان وبچه‌های بوئریدر

بوئرها به شدت مقاومت کردند ولی عاقبت بریتانیا نیروهای آن‌ها را شکست داد و از تعداد نفرات بیشتر خود و کمک‌های خارجی و اردوگاه‌های کار اجباری و همچنین تاکتیک جنجال‌برانگیز زمین سوخته استفاده کرد. قرارداد ورنیگینگ حاکمیت مطلق بریتانیا بر جماهیر آفریقای جنوبی را تصریح کرد و دولت بریتانیا موافقت کرد تا بدهی سه میلیون پوندی دولت‌های آفریقایی را به که به دلیل جنگ تحمیل شده بود را بپردازد. یکی از مفاد اصلی این قرار داد که جنگ را به اتمام می‌رساند این بود که سیاهان بجز در مستعمرهٔ کیپ حق رای ندارند.
بعد از چهار سال مذاکره اتحادیهٔ آفریقای جنوبی از مستعمره کیپ و استان کوازولوناتال و همچنین جمهوری‌های منطقه آرنج فری و ترانسوال در ۳۱ می‌سال ۱۹۱۰ دقیقاً ۸ سال پس از پایان جنگ دوم بوئر تشکیل شد. این اتحادیه نوعی حکومت سلطنتی بود. در سال ۱۹۳۴ حزب آفریقای جنوبی و حزب ملی آفریقای جنوبی برای تشکیل حزب متحد آفریقای جنوبی و به دنبال آشتی بین آفریقایی‌ها و سفید پوستان انگلیسی‌زبان ادغام شدند؛ ولی اتحادیه به دلیل ورود به جنگ جهانی دوم به عنوان متحد انگلیس از هم پاشید. حرکتی که حزب ملی به شدت مخالف آن بود.
در سال ۱۹۴۸ حزب ملی آفریقای جنوبی از طریق رای‌گیری به قدرت رسید و شروع به انجام یک سری قوانین مبنی بر جداسازی نژادی که به نام آپارتاید شناخته می‌شود، کرد. جای تعجبی نیست که این تبعیض در مورد ثروت به دست آمده از صنعتی‌سازی سریع دهه‌های ۵۰، ۶۰و ۷۰ نیز به کار رفت. در حالی که اقلیت سفید پوستان از بالاترین استاندارد زندگی قارهٔ آفریقا که برابر سطح زندگی در کشورهای غربی جهان اول بود برخوردار گشته بود اکثریت سیاه‌پوستان از لحاظ هرگونه استانداردی همچون درآمد، تحصیل و طول عمر مورد تبعیض قرار داشت به‌طوری‌که یک سیاه‌پوست، هندی یا رنگین‌پوست آفریقای جنوبی به مانند مردم دیگر کشورهای آفریقایی همچون غنا و تانزانیا بود.
آپارتاید روز به روز باعث جنجال بیشتر شد و منجر به تحریم‌های خارجی و شورش و سرکوب‌های داخلی شد. مدت مدیدی از سرکوب شدید توسط دولت و مقاومت، اعتصاب، راهپیمایی، اعتراض و خرابکاری توسط احزاب ضد آپارتاید مخصوصاً کنگره ملی آفریقا (ANC) ادامه یافت. در سال ۱۹۹۰ دولت حزب ملی اولین گام برای مذاکره کناره‌گیری از قدرت را با لغو ممنوعیت کنگرهٔ ملی آفریقا و دیگر موسسات سیاسی چپ‌گرا برداشت و نلسون ماندلا را بعد از ۲۷ سال آزاد کرد. قوانین آپارتاید به تدریج از کتاب‌های قانون حذف شدند و اولین انتخابات چند نژادی در سال ۱۹۹۴ برگزار شد. ANC با اکثریت آراء پیروز انتخابات شد و از آن زمان تاکنون قدرت را در دست داشته‌است.
میلیون‌ها نفر از مردم آفریقای جنوبی که اکثراً سیاهپوستند همچنان در فقر زندگی می‌کنند. بسیاری این امر را میراث رژیم گذشته می‌دانند و همچنین بسیاری این فقر را ناشی از ناکامی دولت اخیر در مقابله با موضوعات اجتماعی می‌دانند و دیگر عوامل از جمله قوانین مالی و پولی دولت اخیر برای تضمین تقسیم ثروت و رشد اقتصادی را نیز مقصر می‌دانند. به هر حال سیاست مسکن ANC در شرایط زندگی بسیاری از طریق تغییر جهت هزینه‌های مالی و پیشرفت سیستم جمع‌آوری مالیات بهبود حاصل کرده‌است.